# Garby (Górowo Iławeckie)
Garby (deutsch Garben) war ein Ort in der polnischen Woiwodschaft Ermland-Masuren. Seine Ortsstelle liegt im Gebiet der Landgemeinde Górowo Iławeckie (Landsberg) im Powiat Bartoszycki (Kreis Bartenstein) – bis 1945 im Kreis Preußisch Eylau in Ostpreußen.

## Geographische Lage
Die Ortsstelle von Garby liegt im Nordwesten der Woiwodschaft Ermland-Masuren, 17 Kilometer südwestlich der heute auf russischem Staatsgebiet gelegenen früheren Kreisstadt Preußisch Eylau (russisch Bagrationowsk) bzw. 24 Kilometer westlich der jetzigen Kreismetropole Bartoszyce (deutsch Bartenstein).

## Geschichjte
Im Jahre 1840 wurde der Abbau Reimer gegründet, der ab 3. März 1853 Garben hieß. Bei dem Ort handelte es sich bis 1945 um ein Vorwerk innerhalb der Stadtgemeinde Landsberg (Ostpr.) (polnisch Górowo Iławeckie) im ostpreußischen Kreis Preußisch Eylau. Im Jahre 1910 zählte Garben 21 Einwohner.
Als 1945 das gesamte südliche Ostpreußen in Kriegsfolge an Polen abgetreten wurde, erhielt Garben die polnische Namensform „Garby“. Der kleine Ort wurde aus dem Stadt Górowo Iławeckie aus- und in die gleichnamige Landgemeinde Górowo Iławeckie im Powiat Bartoszycki (Kreis Bartenstein) eingegliedert. Doch fand er bereits in den Nachkriegsjahren wenig Interesse neuer Siedler. Er wurde verlassen, verwaiste und gilt heute als wüst.

## Religion
Garben war bis 1945 in die evangelische Pfarrkirche Landsberg (Ostpreußen) in der Kirchenprovinz Ostpreußen der Kirche der Altpreußischen Union eingegliedert. Auch seitens der römisch-katholischen Kirche gehörte Garben zu Landsberg im damaligen Bistum Ermland.

## Verkehr
Die Ortsstelle Garbens liegt an einer Landwegverbindung, die von Górowo Iławeckie nach Bukowiec (Buchholz) führt.